# Enzenreith
Enzenreith là một thị xã thuộc huyện Neunkirchen trong bang Niederösterreich.